# Марјана Держај
Марјана Держај (Љубљана, 25. мај 1936 — Љубљана, 18. јануар 2005)  била је словеначка поп и џез певачица. Заједно са Мајдом Сепе, била је једна од најпопуларнијих словеначких певачица 60-их и 70-их година.

## Биографија
Марјана Держај била је ћерка певача Франца Держаја и од малих ногу је похађала музичку школу.  Првобитно је желела да постане оперска певачица, али се 50-их година определила за поп и џез. Наступала је на Опатијском фестивалу и на Бледском музичком фестивалу. Године 1964. и 1966. победила је са песмама Полетна ноћ и Плес облаков.
Неке од њених најпознатијих песама су Земља плеше, Орион, Vozi me vlak v daljave (Вози ме воз далеко) in Poletna noč (Летња ноћ) и Наш мали ауто.
Марјана Держај умрла је у Љубљани, 18. јануара 2005. године, у 69. години. Традиционални концерт „Летње ноћи”, који се низ година одржава на Конгресном тргу у Љубљани године 2019. легендарној Марјани Держај и песмама које је изводила у својој дугој каријери.

### Југословенски избор за Песму Евровизије
Марјана Держај је неколико пута учествовала у југословенском такмичењу за песму Евровизије. Године 1961. учествовала је на првом избору за Југословенског представника са песмом Kako sva si različna заједно са Станетом Манцинијем.  Поново је учествовала 1964. са песмом Zlati April и поделила прво место са босанским певачем Сабахудином Куртом .  Како је Курт имао већи број најбољих оцена, он је проглашен победником.  На такмичењу 1965. године наступила је са три песме, Skrat pri klavirju, To je moj zlati sin и Vzemi moj nasmeh, али није успела да победи ни са једном од њих.  Године 1967. учествовала је са песмом Nebo na dlani, а 1969. је заузела 8. место са песмом Carovnica. Године 1970. нашла се на 10. и последњем месту, са песмом Sreca je spati na svojem.

## Дискографија

### Албум и ЕП (избор)
- Марјана Держај (1960)
- Deklica (Девојка, 1962)
- Пепе (1962)
- Гитара у ноћи (1962) - са Нином Робићем
- У дуету (1962) - са Мајдом Сепе
- Телстар (1963)
- Violino tzigano (Ciganinova violina, 1963)
- Poletna noč (Летња ноћ, 1964)
- Kitare iz Meksika (Гитаре из Мексика, 1967)
- Življenje s pesmijo (Живот са песмом, 1979)

- Музички албуми Марјане Держај
- Ti-Pi-Tipso (1959)
- Marjana Deržaj (1960)
- Violino tzigano (1963)
- Poletna noč (1964)
- Kitare iz Meksika (1967)

## Фестивали
Опатија:
- Мала дјевојчица (дует са Душаном Јакшићем), '58
- Вози ме влак в даљиве, прва награда слушалаца југословенских РТВ станица и друга награда стручног жирија, '58
- Пришла је помлад, трећа награда / Спомин, '59
- Пољуб в снегу / Весело на пот, '60
- Ти и јас, '61
- Киша, '62
- На кладенче (алтернација са Зораном Георгијевим), '63
- Чез седем рек, '66
- Валдебек, '70
- Бреза моје младости (Вече шансона и слободних форми), '78

Југословенски избор за Евросонг:
- Како сва си различна (дует са Станетом Манцинијем), Љубљана '61
- Попевка за нас, Загреб '62
- Злати април, Трбовље '64
- Вземи мој насмех, Загреб '65
- Небо на длани, Љубљана '67
- Чаровница, Загреб '69
- Среча је спати на својем, Београд '70

Београдско пролеће:
- Мале ствари (алтернација са Ђорђем Марјановићем), трећа награда публике, '62
- Наше пролеће (дует са Мајдом Сепе), '62
- Београдска ноћ, '63

Словенска попевка:
- Звезде падају в ноч, друга награда публике, '62
- Јанез / Орион, награда жирија и награда за најбољу композицију, '63
- Чез велико лет, награда стручног жирија за композицију / Полетна ноч, прва награда публике, '64
- В Љубљано, награда за песму о Љубљани / Утринек, друга награда публике, '65
- Плес облаков, прва награда стручног жирија и награда за текст, '66
- Птичје страшило, друга награда публике, '68
- На Змајскем мосту, '69
- Валета (са Белим вранама), '70
- Само за нају два, друга награда публике, '71
- Хрепенење мајхнега залива, '72
- Нич не мине, трећа награда међународног жирија, '73
- Ми смо таки (дует са Брацом Кореном), прва награда публике, '75
- Ко гре твоја пот од тод, трећа награда публике, '76
- Песек, '78

Загреб:
- Тони, Тони, '62
- Распродана плоча (алтернација са Ивицом Шерфезијем) / Дечак с краја улице (алтернација са Ђорђем Марјановићем), '63
- Ципелица / Птице, '64

Дани словенске забавне музике, шансоне:
- Продајални нон - стоп, '77
- Недеља је, '78
- На порочни дан, '79